# Sorcerer
Sorcerer — альбом, записаний у травні 1967 року квінтетом Майлза Девіса. Це третій з шести альбомів, які записав квінтет. Він також включає один трек із сесії 1962 року з вокалістом Бобом Дороу, на якій Вейн Шортер вперше записався з Девісом. На другому треку, «Pee Wee», Девіс не грає. Обкладинка альбому — це профільне фото акторки Сіселі Тайсон, яка на той час була дівчиною Девіса (а згодом його дружиною).

## Композиції
Єдина мелодія з альбому, про яку відомо, що вона з'являлася на живих виступах Девіса, — «Masqualero», написана Вейном Шортером. Гурти Девіса виконували її під час концертів, задокументованих на альбомах Live in Europe 1967, Live in Europe 1969, It's About that Time (записаний у березні 1970 року) та Black Beauty (записаний у квітні 1970 року). Мелодія також увійшла до альбому Чика Коріа Piano Improvisations Vol. 2 (записаний 1971 року) і була відроджена Вейном Шортером майже тридцять років по тому, з'явившись на альбомі Footprints Live! (записаному 2001 року) за участю його акустичного квартету.
До перевидання увійшли альтернативні дублі «Masqualero» та «Limbo». Альтернативний дубль «Limbo» був записаний у Лос-Анджелесі 9 травня, за кілька днів до того, як фінальна версія була записана у Нью-Йорку. У цьому дублі Рон Картер також замінений на басиста Бастера Вільямса. Обидві версії «Masqualero» були записані в один день і з тим самим складом учасників.

## Відгуки
Sorcerer отримав схвальні відгуки критиків. У своїй рецензії для журналу DownBeat у січні 1968 року Білл Квінн помітив перехід від «великих старих жирних лінивих мелодій» традиційного бопу Девіса до «надзвичайно витонченого способу вираження», що визначається більше інтонаціями, нюансами та «якістю настрою». Він вважав, що Девіс «безкорисливо скористався письменницьким талантом своєї команди» і був «на висоті часу з чудово дисциплінованим хаосом». Роберт Крістгау вважав його однією з «найкращих робіт», записаних Девісом зі своїм квінтетом у 1960-х роках, хоча пізніше він скаже, що «гурт Майлза наприкінці 60-х років у виконанні Вейна Шортера — мій найменш улюблений Майлз, не те щоб я думав, що він поганий, але я завжди вважав, що Шортер надто крутий.» Стівен Томас Ерлвайн з AllMusic також визнав, що «він трохи невловимий» і «рідко буває гарячим», являючи собою перехідний період, але все ж таки й «багатошарову, інтригуючу роботу».

## Трек-лист
| Сторона 1 | Сторона 1            | Сторона 1    | Сторона 1      | Сторона 1  |
| #         | Назва                | Автор музики | Записано       | Тривалість |
| --------- | -------------------- | ------------ | -------------- | ---------- |
| 1.        | «Prince of Darkness» | Вейн Шортер  | 24 травня 1967 | 6:37       |
| 2.        | «Pee Wee»            | Тоні Вільямс | 24 травня 1967 | 4:49       |
| 3.        | «Masqualero»         | Вейн Шортер  | 17 травня 1967 | 8:53       |
| 4.        | «The Sorcerer»       | Гербі Генкок | 17 травня 1967 | 5:10       |

| Сторона 2 | Сторона 2          | Сторона 2                 | Сторона 2         | Сторона 2  |
| #         | Назва              | Автор музики              | Recording session | Тривалість |
| --------- | ------------------ | ------------------------- | ----------------- | ---------- |
| 1.        | «Limbo»            | Вейн Шортер               | 16 травня 1967    | 7:13       |
| 2.        | «Vonetta»          | Вейн Шортер               | 16 травня 1967    | 5:36       |
| 3.        | «Nothing Like You» | Боб Дороу, Френ Ландесман | 21 серпня 1962    | 1:55       |
| 40:03     |                    |                           |                   |            |

## Персоналії
- Майлз Девіс — труба
- Вейн Шортер — тенор-саксофон
- Гербі Генкок — фортепіано
- Рон Картер — контрабас
- Tony Williams — барабани

На треку «Nothing Like You» склад значно відрізняється, оскільки він був записаний кількома роками раніше:
- Майлз Девіс — труба
- Вейн Шортер — тенор-саксофон
- Боб Дороу — вокал
- Ґіл Еванс — аранжування
- Френк Рехак — тромбон
- Пол Чемберс — бас
- Джиммі Кобб — барабани
- Віллі Бобо (Вільям Корреа) — бонґи